# Robert Anthony Brucato
Robert Anthony Brucato (* 14. August 1931 in der Bronx, USA; † 7. November 2018 in Yonkers) war ein US-amerikanischer Geistlicher und römisch-katholischer Weihbischof in New York. 

## Leben
Der Erzbischof von New York und Militärvikar der Vereinigten Staaten von Amerika, Francis Joseph Kardinal Spellman, weihte ihn am 1. Juni 1957 zum Priester.
Papst Johannes Paul II. ernannte ihn am 30. Juni 1997 zum Titularbischof von Temuniana und Weihbischof in New York. Die Bischofsweihe spendete ihm der Erzbischof von New York, John Joseph Kardinal O’Connor, am 25. August desselben Jahres; Mitkonsekratoren waren Patrick Sheridan, Weihbischof in New York, und Henry Joseph Mansell, Bischof von Buffalo.
Im September 1999 wurde er von Kardinal O’Connor zum Generalvikar ernannt. Nach O’Connors Tod war Brucato für wenige Tage Apostolischer Administrator des Erzbistums. Der nach nur einwöchiger Vakanz ernannte neue Erzbischof Edward Michael Egan berief ihn erneut zum Generalvikar.
Am 31. Oktober 2006 nahm Papst Benedikt XVI. seinen altersbedingten Rücktritt an.